# لالا شوکویست
لالا شوکویست (انگلیسی: Lala Sjöqvist؛ ۲۳ سپتامبر ۱۹۰۳ – ۸ اوت ۱۹۶۴ (aged 60)) ورزشکار شیرجه اهل سوئد بود.